# Андрієвка (Аургазинський район)
Андрі́євка (рос. Андреевка, башк. Андреевка) — село у складі Аургазинського району Башкортостану, Росія. Входить до складу Тукаєвської сільської ради.
Населення — 235 осіб (2010; 227 в 2002).
Національний склад:
- росіяни — 83%